# Amanita ravenelii
Amanita ravenelii là một loài nấm thuộc chi Amanita trong họ Amanitaceae. Loài này được Miles Joseph Berkeley và Moses Ashley Curtis miêu tả khoa học lần đầu tiên dưới danh pháp Agaricus ravenelii năm 1859. Đến năm 1887, Pier Andrea Saccardo chuyển nấm về chi Amanita.